# Ladislav Bublík
Ladislav Bublík (14. května 1924 Bzenec – 12. dubna 1988 Ostrava) byl československý spisovatel. Jeho nejvýznamnějším románem je Páteř z roku 1963.

## Životopis
Narodil se v Bzenci, do rodiny železničářského dělníka. V roce 1943 zakončil studium na Průmyslové škole stavební ve Zlíně. Po absolvování školy se živil jako dělník, zedník a kreslič na Ostravsku, kde se usadil. Později pracoval jako redaktor v časopisech Nová svoboda a Kulturní tvorba. V 50. letech psal budovatelské divadelní hry, z nichž nejznámější je Velká tavba, již uvedlo i Národní divadlo v Praze, byť značně neúspěšně - hra byla navzdory své vypjaté angažovanosti stažena již po sedmnácti reprízách. Již roku 1963 to byl ale právě Bublík, kdo mezi prvními demaskoval svým románem Páteř dehumanizující charakter režimu 50. let. Kniha byla do značné míry autobiografická, vycházela zejména z autorovi zkušenosti brigádníka na stavbě hutního kombinátu v Ostravě-Kunčicích v letech 1951–1952. Roku 1965 byla zfilmována Vladimírem Čechem pod názvem Úplně vyřízený chlap. Bublík byl též autorem televizní hry Blokáda, kterou roku 1959 zfilmoval Antonín Moskalyk. V roce 1968, během sovětské invaze, se Bublík v Ostravě podílel na vydávání protiokupačrních novin, dokonce se přitom ocitl v ohrožení života. Za normalizace, v letech 1970 až 1984, kdy šel do důchodu, pracoval v Ostravě v různých dělnických profesích.

### Divadelní hry
- Velká tavba (1949)
- Perpetuum mobile (1949)
- Rozkaz (1951)
- Horoucí láska (1955)

### Próza
- Páteř (1963)